# Sideridis rosea
Sideridis rosea är en fjärilsart som beskrevs av Harvey 1874. Sideridis rosea ingår i släktet Sideridis och familjen nattflyn. Inga underarter finns listade i Catalogue of Life.